# The Stone Roses
The Stone Roses er et britisk rockband, mest kendt som frontfigurene for Madchesterbevægelsen i slutningen af 1980'erne og starten af 1990'erne (skønt bandets medlemmer ikke brød sig om betegnelsen Madchester). 
Bandet blev grundlagt i Manchester i 1983. Dets første, selvtitulerede, album kom på gaden i 1989 og anses af kritikere for at være blandt de bedste britiske album nogensinde. Skuffelsen var derfor stor blandt kritikere og fans, da opfølgningen Second Coming ikke levede op til forventningerne, da det udkom i 1994. 
I 1995 forlod Alan "Reni" Wren bandet, året efter fulgte John Squire, og bandet blev opløst et halvt år senere. Den endelige slutning kom efter en mislykket optræden på Reading-festivalen i 1996; da der kun var to originalmedlemmer tilbage, bandet lød ordinært, og Ian Browns vokal var opsigtsvækkende dårlig efter en lang nat med alkohol og cigaretter. Koncertanmelderne tog de negative superlativer frem, Gary "Mani" Mounfield gik til Primal Scream, og som det eneste tilbageværende originalmedlem, i en besætning som blev hadet af kritikere og fans, havde Brown ikke andet valg end at opløse bandet. Squires afgørelse om at forlade bandet forargede barndomsvennen Ian Brown så meget, at de to ikke snakkede sammen i flere år. Siden 2004 har der i den britiske presse været talt om et muligt comeback, og d. 18. oktober 2011 annoncerede gruppen sin gendannelse, og at denne vil resultere i både koncerter og nyt materiale.

## Medlemmer
- Ian Brown: Vokal
- Mani: Basguitar
- Reni: Trommer
- John Squire: Guitar

## Udgivelser
- The Stone Roses (1989)
- Second Coming (1994)